# Psichiko
Psichiko (in greco Ψυχικό?) è un ex comune della Grecia nella periferia dell'Attica (unità periferica di Atene Settentrionale) con 10 901 abitanti secondo i dati del censimento 2001.
È stato soppresso a seguito della riforma amministrativa, detta Programma Callicrate, in vigore dal gennaio 2011 ed è ora compreso nel comune di Filothei-Psychiko.
Ospita la sede centrale degli Archivi generali dello Stato.